# Грузинский технический университет
Грузинский технический университет (груз. საქართველოს ტექნიკური უნივერსიტეტი) — высшее учебное заведение Грузии, ведущий и крупнейший технический университет страны. Расположен в г. Тбилиси.

## История
В 1922 году в недавно созданном Национальном университете Грузии был организован политехнический факультет.
В 1928 году на базе факультета организован Грузинский государственный политехнический институт им. В. И. Ленина.
В 1930 году из Грузинского политехнического института выделились строительный, транспортный, горнометаллургический, химико-технологический, энергетический и мелиоративный институты, позже образованы Закавказский индустриальный, Закавказский горнометаллургический институты и Закавказский институт железнодорожного транспорта.
С 1936 — Грузинский государственный индустриальный институт им. С. М. Кирова.
С 1947 — вновь Грузинский государственный политехнический институт им. С. М. Кирова.
В 1959 году после объединения с Тбилисским институтом инженеров железнодорожного транспорта — Грузинский государственный политехнический институт им. В. И. Ленина.
С 1990 года — современное название.

## Ректоры[2]
- Давид Канделаки (1928—1930)
- Георгий Гваряладзе (1930—1937)
- Артём Боджгуа (1937—1948)
- Григол Кометиани (1948—1952)
- Георгий Заридзе (1953—1956)
- Рафаэл Двали (1956—1958)
- Иосиф Буачидзе (1958—1973)
- Арчил Дзидзигури (1973—1981)
- Теймураз Лоладзе (1981—1988)
- Гоча Чоговадзе (1988—1994)
- Рамаз Хуродзе (1994—2007)
- Арчил Мотсонелидзе (2007—2008)
- Арчил Прангишвили (2009—2020)

## Факты
- До 1947 года данный университет назывался — Закавказский индустриальный институт.
- Футбольная команда этого института участвовала в чемпионате Грузинской ССР по футболу. Становилась чемпионом Грузии.

Самый известный футболист того времени Борис Пайчадзе учился именно в этом институте.

## Факультеты
В настоящее время в университете функционируют 12 факультетов:
- Факультет гражданского строительства (Декан — проф. Зураб Гвишиани)
- Факультет энергетики и телекоммуникаций (Декан — проф. Елена Шатакишвили)
- Горно-геологический факультет (Декан — проф. Анзор Абшилава)
- Факультет химической технологии и металлургии (Декан — проф. Лиана Таргамадзе)
- Факультет транспорта и машиностроения (Декан — проф. Борис Гитолендиа)
- Факультет архитектуры, урбанистики и дизайна (Декан — проф. Нино Имнадзе)
- Факультет права и международных отношений (Декан — проф. Ираклий Габисония)
- Факультет инженерной экономики, медиа-технологий и социальных наук (Декан — проф. Иване Джагоднишвили)
- Факультет бизнес-технологий (Декан — проф. Русудан Кутателадзе)
- Факультет информатики и систем управления (Декан — проф. Хатуна Жвания)
- Международная школа дизайна (Декан — проф. Николоз Шавишвили)
- Факультет аграрных наук и инженерии биосистем (Декан — проф. )